# 천우 (당)
천우(天祐, 904년 윤 4월 ~ 907년 4월)는 당나라(唐) 소종(昭宗) 이엽(李曄)의 일곱번째 연호이자 당나라의 마지막 연호이다. 3년 동안 사용하였다. 소종이 붕어하고 나서 애제(哀帝)가 즉위 후에도 계속 사용하다가 주전충(朱全忠)이 후량(後梁)을 개국할 때까지 공식적으로 사용하였다. 후량 개국을 인정하지 않는 세력들은 천우 연호를 계속 사용하였으며, 또 다른 일부 세력들은 천우 연호 대신 천복 연호를 사용하기도 하였다.
천우 연호를 차용한 세력은 오월(吳越, 907년 4월 ~ 908년 1월), 양오(楊吳, 907년 4월 ~ 919년 4월), 진(晉 <이존욱>, 907년 4월 ~ 923년 4월), 기(岐, 922년 2월 ~ 924년 1월), 거란(契丹, 907년 1월 ~ 916년 2월) 등이 천우 연호를 차용하였다.

## 개원
- 천복(天復) 4년 윤 4월 11일[1](904년 5월 28일)에 연호를 천우(天祐)로 개원함.[2][3][4][5]

- 천우(天祐) 4년  4월 22일[6](907년 6월 5일)에 주전충이 후량(後梁)을 개국한 후, 연호를 개평(開平)으로 건원함.[7][8][9][5]

## 연대 대조표
| 천우       | 원년       | 2년        | 3년        | 4년        |
| 서기(西紀) | 904년      | 905년      | 906년      | 907년      |
| 간지(干支) | 갑자(甲子) | 을축(乙丑) | 병인(丙寅) | 정묘(丁卯) |

### 십국 세력
| 천우       | -          | -          | -          | 4년        | 5년        | 6년        | 7년        | 8년        | 9년        | 10년       |
| 서기(西紀) | -          | -          | -          | 907년      | 908년      | 909년      | 910년      | 911년      | 912년      | 913년      |
| 간지(干支) | -          | -          | -          | 정묘(丁卯) | 무진(戊辰) | 기사(己巳) | 경오(庚午) | 신미(辛未) | 임신(壬申) | 계유(癸酉) |
| 천우       | 11년       | 12년       | 13년       | 14년       | 15년       | 16년       | 17년       | 18년       | 19년       | 20년       |
| 서기(西紀) | 914년      | 915년      | 916년      | 917년      | 918년      | 919년      | 920년      | 921년      | 922년      | 923년      |
| 간지(干支) | 갑술(甲戌) | 을해(乙亥) | 병자(丙子) | 정축(丁丑) | 무인(戊寅) | 기묘(己卯) | 경진(庚辰) | 신사(辛巳) | 임오(壬午) | 계미(癸未) |
| 천우       | 21년       |            |            |            |            |            |            |            |            |            |
| 서기(西紀) | 924년      |            |            |            |            |            |            |            |            |            |
| 간지(干支) | 갑신(甲申) |            |            |            |            |            |            |            |            |            |

## 동시대 연호

### 한국
후고구려(後高句麗)
- 무태(武泰) (904년 ~ 905년)
- 성책(聖冊) (905년 ~ 910년)

### 중국
대장화(大長和)
- 안국(安國) (902년 ~ 909년)

### 일본
- 엔기(延喜) (901년 ~ 923년)

## 같이 보기
- 다른 왕조의 같은 연호
  - 대리국(大理國) 천우(天祐, 1091년 ~ 1094년)
  - 장주(張周, 장사성) 천우(天祐, 1354년 ~ 1357년)
  - 후 레 왕조(後黎朝) 티엔흐우(天祐, 1557년)

- 중국의 연호 목록